# Antimachia
Antimachìa era una festa che celebravasi nell'isola di Coo.
Durante le celebrazioni,  il sacerdote portava un abito femminile, in memoria di Ercole, il quale gettato da una burrasca su quell'isola e assalito dagli abitanti fuggì in vesti femminili, trovando rifugio  presso una donna di Tracia.